# Нос (корабоплаване)
Вижте пояснителната страница за други значения на Нос.
Носът е предната част на корпуса на плавателен съд или кораб, която е противоположна на кърмата. Частите на корпуса, разположени над водата, но близо до носа, се означават като носови свеси. Продължението на кила, което образува предния край на съда (продължение на кила в носовата част) се нарича форщевен. Частта на форщевена около товарната водолиния на дървен съд (също и металното покритие на дървения форщевен при малките и гребните съдове) се наричат „водорез“ или „грен“.
Носът е проектиран така, че да намалява челното съпротивление на корпуса, прорязвайки водата. Обикновено е достатъчно висок, като това не позволява навлизането на вода във вътрешността на плавателния съд. При по-бавните кораби, като например танкерите, носът е конструиран така, че да увеличава обема на кораба, при дадена дължина.
В най-издадената част на носа, може да се разполагат елементи от кила. При платноходните съдове, налонената греда излизаща напред от носа се нарича бушприт.
Върху носовата надстройка на палубата, наричана бак, може да се събира вода. Водата върху бака, прави повърхностите хлъзгави, води до корозия на металните повърхности от кораба, а при много ниски температури обледенява носовата част и увеличава теглото в предната част на плавателния съд.
Към началото на XX век носът на кораба (съда) е прав (при болшинството от бойните кораби по онова време), таранният (шпиронен) е доста разпространен през втората половина на XIX век, но е изоставен, и с княвдигет (разгръщащ се напред), приет в корабостроенето с дърво и запазен към този период от време при яхтите. Носът на кораба в Древен Рим се нарича ростра, а при нидерландците – галюн, в Русия предната част, носът на речния съд, се нарича ки́чка.

## Устройство
Носът (на гръцки: πρώρα, прора), предна част) на кораба (съда) е устроен по такъв начин, че да намалява съпротивлението на водата. Предния край на носа на кораба (съда) се нарича форще́вен (от нидерл. Vorsteven) – това е дървена или стоманена греда на носа на кораба (носов детайл на корабния набор), вертикална или леко наклонена напред, а в някои случаи назад, която се явява продължение на кила нагоре, върху която се закрепва външната обшивка на носовия край на корпуса на съда (кораба) и която в долната си част преминава в кила.
При стоманените съдове (кораби) форщевените се правят ковани или отлети. Кованите се поставят преимуществено на търговските съдове, а летите – на военните кораби. Както едните, така и другите биват с различна конструкция. На дървените съдове форщевенът се прави, в зависимост от типа и размерите на съда, из едно парче твърдо дърво, обикновено дъб, или от няколко части – точно прилягащи една към друга и съединени помежду им. Форщевенът на ледоразбивача (като правило, отлята, стоманена греда с жлеб в предната си част, който да пречи на „хлъзгане“ на ледоразбивача настрани) има наклон, който осигурява „плъзгането“ на ледоразбивача върху леда под въздействие на силата на винтовете. Например, при атомохода ледоразбивач „Ленин“ масата на форщевена е около 70 тона, като той представлява няколко заварени парчета отлети стоманени греди. Понякога форщевенът се нарича „водорез“ или „грен“.
Острият, издаден напред подводен дълъг нос на галерата се нарича шпиро́н, по-късно такова е и названието на тарана при броненосните кораби от XIX и началото на XX столетия.
Корпусът на кораба (съда) в района на носа има усилен набор, което дава на съда (кораба) възможност да пресреща с носа вълните и вятъра и да извършва първото докосване към причала с носовата част на съда (свесите, скулите на съда) по време на швартовит операции. Също така, по тази причина, в случай, че съда не може да избегне сблъсък с друг съд или с друго препятствие (скала, риф, други плаващи предмети, причала), е желателно първият удар да се поеме от носом (или с носа).
Кръглият (или с друга форма) отвор на носа (и на други места) на кораба, обвит с олово или мед, през който преминава котвеното въже (верига) се нарича клюз.
Княвдигетът е носова кница, която служи за опора на бушприта и даваща архитектурното оформление на носа на кораба, преди, на старинните ветроходни съдове, издадена напред настройка в горната част на форщевена (водореза), която служи за опора на галюна (има собствено име – лисел-индигет) и към която е присъединено носовото украшение, фигура от дърворезба на нещо.
- В старо време на носа на кораба се закрепват резбованите ростри.
- В епохата на ветроходния флот на носа се намира галюнът, а носовия свес се украсява от галюнната фигура.
- Носът на някои от военните кораби е направен като таран.
- За намаляване на съпротивлението на водата някои от съдовете имат бълб.

## Видове
Съдовете се делят традиционно на правофорщевни – това са съдове с лъжичковиден щевен и клиперщевен. В последно време лъжичковидните щевни с големи носови свеси губят популярност. Сега на мода са големите клиперщевневи носове.
Форми на носовите части на плавателните съдове:
- лъжичковиден щевен;
- съвременен наклонен щевен;
- клиперщевен;
- прав щевен;
- транцев нос (форшпигел)[11].

Съществуват различни видове носове при корабите:
- en:Tumblehome
- Приповдигната носова палуба
- Обратен отвес
- Conventional clipper
- Спуснат носов отвес
- Приповдигнат носов отвес
- Инверсен нос
  - X-Bow (разработен от Ulstein Group, през 2006 г.)[14][15]
  - Таран
- Бълб